# Quận Chester, Pennsylvania
Quận Chester là một quận trong tiểu bang Pennsylvania, Hoa Kỳ. Quận lỵ đóng ở West Chester6. Theo điều tra dân số năm 2000 của Cục điều tra dân số Hoa Kỳ, quận có dân số 433.501 người.2

## Địa lý
Theo Cục điều tra dân số Hoa Kỳ, quận có diện tích kilômét vuông, trong đó có km2 là diện tích mặt nước.

### Các quận giáp ranh
- Quận Berks (bắc)
- Quận Montgomery (đông bắc)
- Quận Delaware (đông)
- Quận New Castle, Delaware (southeast)
- Quận Cecil, Maryland (nam)
- Quận Lancaster (tây)